# Dustley Mulder
Dustley Mulder (Baarn, 27 de janeiro de 1985) é um futebolista profissional curaçauense que atua como defensor.

## Carreira
Dustley Mulder integrou a Seleção Curaçauense de Futebol na Copa Ouro da CONCACAF de 2017.